# Netalya
Fondé en 1998 par un groupe d’universitaires parisiens, Netalya est un portail francophone consacré aux connaissances pour réaliser un site Internet. Basé sur le principe de la diffusion libre de la connaissance, plusieurs cours (de l’université Paris-VII) y sont publiés dans leur intégralité.
Récompensé par plusieurs prix et animé par une équipe de bénévoles, Netalya continue, dix ans après sa création à aider à la diffusion du savoir dans le domaine du web en organisant des cours gratuits de formation en ligne pour des universités en Afrique (Cameroun, Sénégal, Maroc, etc.).

## L'équipe éditoriale
- Nicolas Chu enseigne depuis plusieurs années à l’université de Paris VII Denis Diderot. Il est également l'auteur du livre Réussir un projet de site web publié aux éditions Eyrolles.
- Christophe Magdelaine, ingénieur en nouvelles technologies appliquées aux Systèmes d'Informations Géographiques, il est responsable des cours PHP/MySQL pour le Master PISE.
- Frédéric Jacquenod est Ingénieur de recherche à la DSI du CNAM Paris et est expert auprès du ministère de l'Éducation nationale. Il est également l'auteur du livre Administration des Réseaux aux éditions Campus Press.
- Christophe Darmangeat, diplômé de l'ESCP Europe, il est docteur en Sciences économiques et directeur adjoint du Master SSAMECI Spécialité PISE à l'Université de Paris VII Denis Diderot